# 모정 (1995년 영화)
《모정》(영어: Losing Isaiah)은 미국에서 제작된 스티븐 질런홀 감독의 1995년 드라마 영화이다. 제시카 랭, 핼리 베리 등이 출연하였고, 나오미 포너가 각본과 제작을 맡았다.

## 출연진
- 제시카 랭
- 핼리 베리
- 데이비드 스트러세언
- 큐바 구딩 주니어
- 새뮤얼 L. 잭슨
- 데이지 이건
- 마크 존 제프리스
- 즈와 리
- 리지나 테일러
- 러타니아 리처드슨

## 기타 제작진
- 배역: 얼레타 셔펠
- 미술: 지닌 클로디아 오퍼월
- 의상: 메리 메일린